# Impasse des Panoyaux
L'impasse des Panoyaux est une voie située dans le quartier du Père-Lachaise du 20e arrondissement de Paris.

## Situation et accès
L'impasse des Panoyaux est desservie à proximité par la ligne 2 à la station Ménilmontant.

## Origine du nom
Elle doit son nom à sa proximité avec la rue des Panoyaux.

## Historique
L'impasse a été ouverte à la circulation publique par un arrêté du 23 juin 1959.
Une partie de la voie délimitait la ZAC des Amandiers.